# 1676 na ciência

## Eventos
- Ole Rømer: primeira medição da velocidade da luz
- Leeuwenhoek observa bactérias através de um microscópio rudimentar. [1]

## Nascimentos
| Data | Nome | Profissão | Nacionalidade | Observações | Ref |
| ---- | ---- | --------- | ------------- | ----------- | --- |

## Mortes
| Data | Nome | Profissão | Nacionalidade | Observações | Ref |
| ---- | ---- | --------- | ------------- | ----------- | --- |